# Kárpótlási jegy

Kárpótlási jegy

A kárpótlási jegy fogalmát Magyarországon az 1991. évi XXV. törvény a tulajdonviszonyok rendezése érdekében, az állam által az állampolgárok tulajdonában igazságtalanul okozott károk részleges kárpótlásáról szóló törvény határozza meg. A kárpótlási jegy egy olyan speciális értékpapír, amelyet a magyar állam a meghatározott feltételeknek megfelelő kárpótoltak részére bocsátott ki a kárpótlás mértékének megfelelő értékben.
A kárpótlási jegy bemutatóra szóló, átruházható, a kárpótlás összegének megfelelő, az állammal szemben fennálló követelést névértékében megtestesítő értékpapír.
A kárpótlási jegy 1991. augusztus 10. napjától 1994. december 31. napjáig kamatozik. A kamat mértéke a jegybanki kamat 75%-a.
A kárpótlási jegy  sajátos tulajdonsága, hogy a kibocsátáskori névértéke is változott, mégpedig az Országos Kárrendezési Hivatal által havonta közzétett és a közzétételt követő naptári hónap első napjától jóváírható kamattal növekedett.
A kárpótlási jegyet a Magyar Állam bocsátotta ki.

## Alaki, formai kellékei
A kárpótlási jegy tartalmazza:
a) a kárpótlási jegy elnevezést,
b) a névértéket és a kamatjóváírásra vonatkozó utalást,
c) a felhasználás módját,
d) a kibocsátás napjának és helyének a megjelölését,
e) a sorozatjelet és a sorszámot,
f) az Országos Kárrendezési Hivatal vezetőjének aláírását,
g) a kárpótlási jegy címletét (ezer forint, ötezer forint, tízezer forint).
A kárpótlási jegyet A-T sorozatjellel kell ellátni. Az egyes sorozatokat azonos mennyiségben és ütemezésben kell kibocsátani.

## A kárpótlási jegy felhasználása
Az állam biztosítja, hogy a kárpótlási jegyet annak birtokosa a törvényben foglalt feltételekkel
a) az állami tulajdon privatizációja során értékesítésre kerülő vagyontárgyak, részvények, üzletrészek megvásárlására, továbbá
b) termőföld tulajdon megszerzésére felhasználhatja.
A kárpótlásra jogosult az őt megillető kárpótlási jegyeket az állam tulajdonában álló, illetőleg a törvény kihirdetése után az állam tulajdonából az önkormányzat tulajdonába ingyenesen kerülő lakás értékesítése során fizetőeszközként névértékben felhasználhatja.
Az Egzisztencia Hitelről szóló jogszabály alapján történő hitelfelvétel, illetve privatizációs hitel igénylése esetén a kárpótlási jegyet névértéken saját erőként kellett figyelembe venni.
A kárpótlásra jogosult kérésére a kárpótlási jegy ellenében a társadalombiztosítás keretében – külön törvény rendelkezései szerint – életjáradék folyósítható.
A kárpótlásra jogosult által a kárpótlási jegy formájában megszerzett vagyoni érték – mint kártalanítás – mentes a magánszemélyek jövedelemadója alól, de befektetési kedvezmények nem vehetők igénybe.
A kárpótlásra jogosult örökösét a hagyaték tárgyát képező kárpótlási jegy felhasználása során a jogelődjével azonos jogok illetik, és azonos kötelezettségek terhelik.
Az állami vagyon privatizációja során felhasznált és bevont, vagy egyéb módon az állam tulajdonába került – ideértve a központi költségvetési szervek által megszerzett – kárpótlási jegyekkel címlet, sorozat és sorszám szerint el kell számolni és azt az Országos Kárrendezési és Kárpótlási Hivatallal, valamint az állami vagyonkezelő szervezettel együttműködve a Nemzetbiztonsági Hivatal Szakszolgálata megsemmisíti.